# 이재우 (1980년)
이재우(李在雨, 1980년 2월 9일 ~ )는 전 KBO 리그 한화 이글스의 투수이다.

## 선수 시절

### 두산 베어스시절
휘문고등학교를 졸업하고 1998년 신인 드래프트에서 내야수로 2차 11라운드 지명을 받았으나 탐라대학교에 진학했다. 탐라대학교 재학 시절 1999년 경기 도중 왼 발목이 부러져 탐라대학교를 중퇴했다. 그로 인해 자퇴 이력으로 1년간 페널티를 받고 지명이 취소됐다. 2000년에 경기기록원 겸 신고선수로 입단해 투수로 전향했다. 이후 배팅볼 투수를 거쳐 2001년에 정식 선수로 등록된 후 중간 계투로 등판했다. 2005년에는 28홀드로 홀드왕을 수상했다. 2004년에 병역 비리 사건에 연루됐고, 2005년에 입소했다. 소집 해제 후 11승을 거두며 중간 계투진으로서 좋은 모습을 유지했고, 팀 불펜의 'K-I-L-L(고창성 - 임태훈 - 그 - 이용찬)' 라인을 형성했다. 2009년에 WBC를 통해 처음으로 국가대표에 선발됐다. 2010년에는 선발로 전업했으나 갑작스러운 팔꿈치 부상으로 전력에서 이탈해 수술을 받았다. 2011년 복귀를 목표로 재활했으나 팔꿈치 인대가 다시 파열돼 재수술을 받아 오랫동안 재활했다. 2012년에 1군에 복귀해 3경기에 등판했다. 2013년에 선발로 전향해 한국시리즈 4차전에서 5이닝 무실점으로 호투했고, 승리 투수 및 MVP가 됐다. 이후 성적 부진과 신진 투수들의 활약에 밀렸고, 2015년 시즌 후 코치 제의를 거절해 방출됐다. 2015년 12월 2일에 한화 이글스로 이적했다.

### [한화 이글스]] 시절
2016년에 연봉 1억원에 계약을 맺고 입단하였다. 9월 4일에 이적 후 첫 선발 등판했지만 기대에 못 미치는 피칭을 보였다. 2017년 6월에 은퇴했다.

## 야구선수 은퇴 후
2017년 6월부터 한화 이글스의 2군 투수코치로 활동했다.

## 배우자
- '이영주'[3](2007년~)

## 출신 학교
- 서울고명초등학교
- 건국대학교 사범대학 부속중학교
- 휘문고등학교
- 탐라대학교 중퇴

## 통산 기록
| 연도 | 팀명   | 평균자책점 | 경기 | 완투 | 완봉 | 승 | 패 | 세 | 홀 | 승률  | 타자 | 이닝  | 피안타 | 피홈런 | 볼넷 | 사구 | 탈삼진 | 실점 | 자책점 |
| ---- | ------ | ---------- | ---- | ---- | ---- | -- | -- | -- | -- | ----- | ---- | ----- | ------ | ------ | ---- | ---- | ------ | ---- | ------ |
| 2001 | 두산   | 10.80      | 3    | 0    | 0    | 0  | 0  | 0  | 0  | -     | 30   | 6.2   | 8      | 2      | 4    | 0    | 2      | 8    | 8      |
| 2002 | 두산   | 4.50       | 3    | 0    | 0    | 0  | 1  | 0  | 0  | 0.000 | 35   | 8     | 10     | 2      | 1    | 0    | 6      | 4    | 4      |
| 2003 | 두산   | 4.30       | 25   | 0    | 0    | 3  | 0  | 0  | 1  | 1.000 | 202  | 46    | 47     | 6      | 20   | 2    | 29     | 25   | 22     |
| 2004 | 두산   | 4.43       | 33   | 0    | 0    | 6  | 3  | 0  | 0  | 0.667 | 379  | 89.1  | 85     | 8      | 32   | 4    | 56     | 44   | 44     |
| 2005 | 두산   | 1.72       | 76   | 0    | 0    | 7  | 5  | 1  | 28 | 0.583 | 403  | 99.2  | 82     | 6      | 26   | 4    | 79     | 22   | 19     |
| 2008 | 두산   | 1.55       | 65   | 0    | 0    | 11 | 3  | 2  | 17 | 0.786 | 351  | 87.1  | 54     | 2      | 28   | 4    | 68     | 20   | 15     |
| 2009 | 두산   | 3.88       | 54   | 0    | 0    | 5  | 2  | 0  | 12 | 0.714 | 422  | 97.1  | 82     | 14     | 49   | 3    | 100    | 47   | 42     |
| 2010 | 두산   | 1.35       | 2    | 0    | 0    | 1  | 0  | 0  | 0  | 1.000 | 21   | 6.2   | 2      | 0      | 0    | 0    | 4      | 1    | 1      |
| 2012 | 두산   | 0.00       | 3    | 0    | 0    | 0  | 0  | 0  | 0  | -     | 9    | 2.2   | 1      | 0      | 1    | 0    | 2      | 0    | 0      |
| 2013 | 두산   | 4.73       | 30   | 0    | 0    | 5  | 2  | 0  | 0  | 0.714 | 302  | 66.2  | 59     | 5      | 48   | 4    | 44     | 36   | 35     |
| 2014 | 두산   | 5.02       | 11   | 0    | 0    | 1  | 2  | 0  | 1  | 0.333 | 176  | 37.2  | 41     | 5      | 22   | 3    | 30     | 21   | 21     |
| 2015 | 두산   | 6.26       | 37   | 0    | 0    | 0  | 2  | 0  | 9  | 0.000 | 213  | 46    | 44     | 9      | 28   | 5    | 47     | 33   | 32     |
| 2016 | 한화   | 6.04       | 15   | 0    | 0    | 0  | 1  | 0  | 0  | 0.000 | 122  | 25.1  | 34     | 9      | 14   | 3    | 28     | 20   | 17     |
| 통산 | 13시즌 | 3.78       | 357  | 0    | 0    | 39 | 21 | 3  | 68 | 0.650 | 2665 | 619.1 | 549    | 68     | 273  | 32   | 485    | 281  | 260    |